# Aeroportul Mucuri
Aeroportul Mucuri (IATA: MVS, ICAO: SNMU) este un aeroport din Mucuri, Bahia, Brazilia. Aeroportul a fost tranzitat în 2009 de 70 de pasageri. A fost numit după Mucuri.
Situat la o altitudine de 84 m, aeroportul dispune de 2 piste.

## Infrastructură

### Piste
Aeroportul dispune de 2 piste. Pista 05/23 are suprafața de asfalt și dimensiunile 1.400 m × 18 m. Pista 05/23 are suprafața de asfalt și dimensiunile 1.400 m × 18 m. 